# Sporothrix albicans
Sporothrix albicans är en svampart som beskrevs av S.B. Saksena 1965. Sporothrix albicans ingår i släktet Sporothrix och familjen Ophiostomataceae.   Inga underarter finns listade i Catalogue of Life.